# Кубок світу з біатлону 2013—2014 — етап 4
Четвертий етап Кубка світу з біатлону 2013—14 проходитиме в Обергофі, Німеччина, з 3 по 5 січня 2014 року. До програми етапу включено 6 гонок: спринт, гонка переслідування та мас-старт у чоловіків та жінок.

## Гонки
Розклад гонок наведено нижче.
| Дата    | Час       | Гонка                            |
| ------- | --------- | -------------------------------- |
| 3 січня | 15:15 CET | Чоловіки, спринт 10 км           |
| 3 січня | 18:00 CET | Жінки, спринт 7,5 км             |
| 4 січня | 12:30 CET | Чоловіки, переслідування 12,5 км |
| 4 січня | 17:00 CET | Жінки, переслідування 10 км      |
| 5 січня | 12:45 CET | Чоловіки, мас-старт 15 км        |
| 5 січня | 15:45 CET | Жінки, мас-старт 12,5 км         |

## Чоловіки

### Призери
| Гонка:                                                                          | Золото:                       | Час               | Срібло:                       | Час               | Бронза:               | Час               |
| Спринт 10 км Протокол [Архівовано 16 вересня 2015 у Wayback Machine.]           | Еміль Хегле Свендсен Норвегія | 26:44.3 (2+0)     | Уле-Ейнар Б'єрндален Норвегія | 26:44.7 (1+1)     | Мартен Фуркад Франція | 27:06.0 (0+3)     |
| Переслідування 12,5 км Протокол [Архівовано 15 вересня 2015 у Wayback Machine.] | Еміль Хегле Свендсен Норвегія | 34:47.7 (1+0+0+0) | Уле-Ейнар Б'єрндален Норвегія | 35:23.3 (0+0+0+2) | Мартен Фуркад Франція | 35:47.7 (0+0+1+1) |
| Мас-старт 15 км Протокол [Архівовано 8 січня 2014 у Wayback Machine.]           | Мартен Фуркад Франція         | 37:39.4 (1+0+0+0) | Олексій Волков Росія          | 37:44.6 (0+0+0+0) | Тар'єй Бо Норвегія    | 37:58.4 (0+1+1+0) |

## Жінки

### Призери
| Гонка:                                                                       | Золото:                  | Час               | Срібло:                    | Час               | Бронза:                    | Час               |
| Спринт 7,5 км Протокол [Архівовано 10 квітня 2016 у Wayback Machine.]        | Дарія Домрачова Білорусь | 23:06.7 (0+1)     | Кайса Мякяряйнен Фінляндія | 23:36.5 (0+2)     | Олена Підгрушна Україна    | 23:43.1 (0+0)     |
| Переслідування 10 км Протокол [Архівовано 10 квітня 2016 у Wayback Machine.] | Дарія Домрачова Білорусь | 33:35.8 (0+2+1+0) | Кайса Мякяряйнен Фінляндія | 34:10.4 (1+0+2+0) | Сіннове Солемдаль Норвегія | 34:47.5 (0+1+1+0) |
| Мас-старт 12,5 км Протокол [Архівовано 1 квітня 2016 у Wayback Machine.]     | Тура Бергер Норвегія     | 37:59.0 (1+0+0+0) | Сіннове Солемдаль Норвегія | 38:16.5 (0+0+0+0) | Дарія Домрачова Білорусь   | 38:16.8 (0+0+1+1) |

## Досягнення
Найкращий виступ за кар'єру
|  |  |

Перша гонка в Кубку світу
|  |  |